# Joscha Prochno

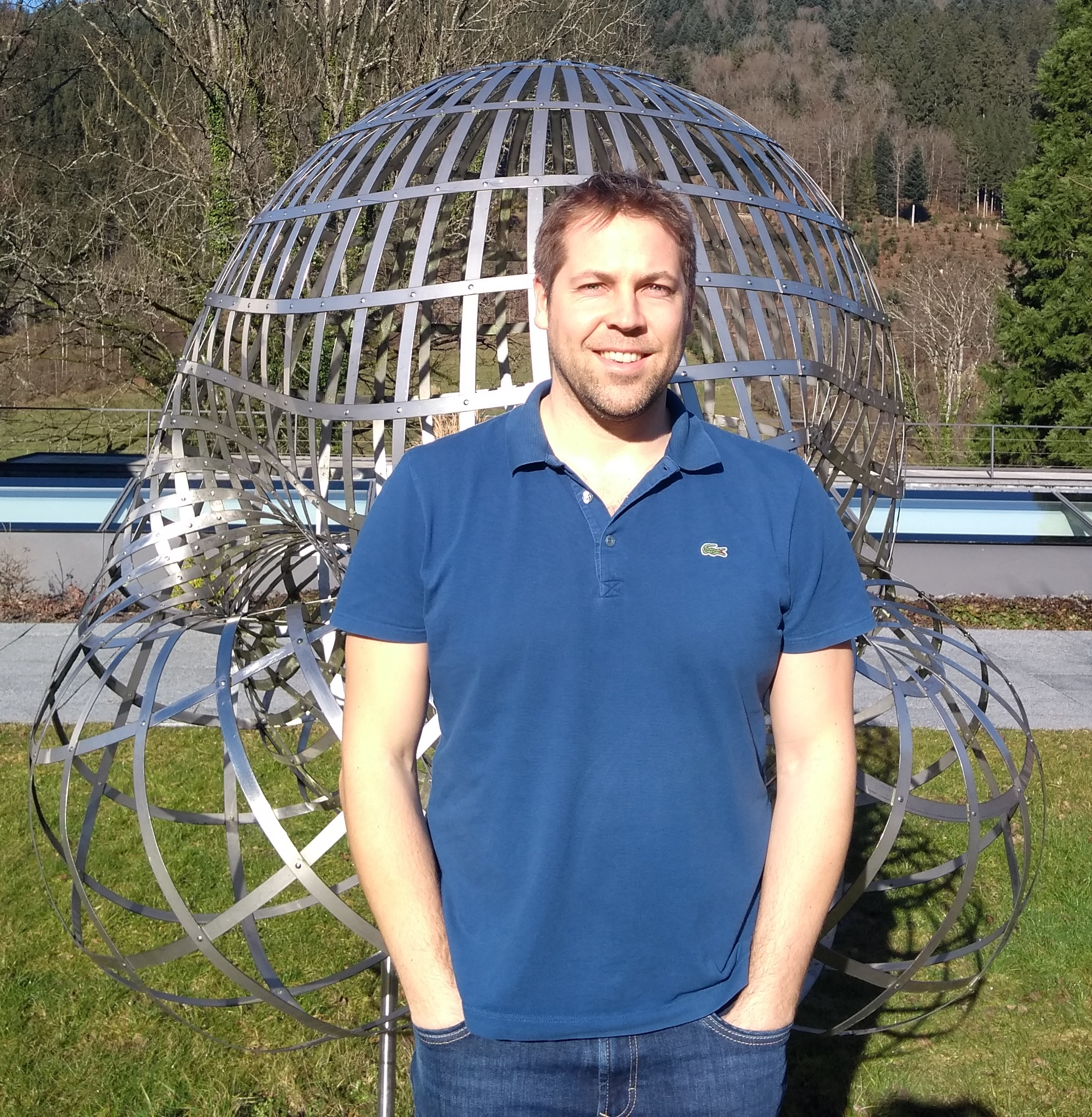
Joscha Prochno (2020)

Joscha Prochno (* 25. Juli 1982 in Leverkusen) ist ein deutsch-österreichischer Mathematiker, der sich mit Funktionalanalysis und Wahrscheinlichkeitstheorie befasst. Er ist Professor für Mathematik und Lehrstuhlinhaber an der Universität Passau. Im Jahr 2021 erhielt er den höchsten österreichischen Mathematikpreis.

## Werdegang
Prochno besuchte das Lise-Meitner-Gymnasium in Leverkusen und legte im Jahre 2002 sein Abitur mit einer Auszeichnung für herausragende Leistungen in Mathematik und den Naturwissenschaften ab. Er studierte anschließend Mathematik und Physik an der Heinrich-Heine-Universität Düsseldorf sowie der Christian-Albrechts-Universität zu Kiel. Nach einem Marie-Curie-Stipendium am Technological Educational Institute of Western Macedonia sowie einem Forschungsaufenthalt am Fields Institute in Kanada wurde er im Jahr 2011 bei Carsten Schütt und Hermann König mit der Arbeit Teilräume von L1 und kombinatorische Ungleichungen in der Banachraumtheorie promoviert. Nach wissenschaftlichen Stationen an der University of Alberta (Kanada) und der Universität Linz (Österreich) erhielt er 2015 einen Ruf an die University of Hull (England). 2018 wechselte er an die Universität Graz (Österreich) und habilitierte sich dort für das Fach Mathematik. Im Jahr 2021 erhielt er einen Ruf auf den Lehrstuhl für Funktionalanalysis an der Universität Passau, den er seither innehat. 
Prochno ist verheiratet und hat zwei Kinder. Er lebt mit seiner Familie in Sankt Stefan ob Stainz.

## Forschung
Prochno befasst sich unter anderem mit hochdimensionalen Fragestellungen an den Grenzen der Funktionalanalysis, Geometrie und Wahrscheinlichkeitstheorie. Er hat zentrale Beiträge zur asymptotischen Geometrie und Struktur von Schatten-Klassen geleistet. Der Fokus seiner Arbeit liegt in der Geometrie von Banachräumen und Operatorenidealen (s-Zahlen und Struktur von Schatten-Klassen), Information-based Complexity (hochdimensionale numerische Integration), Konvexgeometrie (asymptotische Geometrie zufälliger Polytope) sowie der Theorie der großen Abweichungen und deren Anwendung in der geometrischen Funktionalanalysis. Des Weiteren beschäftigt er sich mit dem probabilistischen Verhalten lakunärer Summen. Gemeinsam mit Christoph Aistleitner löste er hier das Optimalitätsproblem zur Diophantischen-Bedingung im Gesetz des Iterierten Logarithmus. Zusammen mit Samuel G. G. Johnston gelang ihm der Beweis eines Prinzips großer Abweichungen für zufällige Gelfand-Tsetlin-Muster und damit die positive Lösung einer Vermutung von Dimitri Shlyakhtenko und Terence Tao. Prochno veröffentlichte unter anderem mit Nina Gantert, Aicke Hinrichs, Erich Novak, Kavita Ramanan und Nicole Tomczak-Jaegermann.
Prochno ist Mitherausgeber der Zeitschriften Journal of Complexity und Mathematische Nachrichten.

## Auszeichnungen
- 2018: Outstanding Early Career Researcher Award der University of Hull
- 2019: Best Paper Award des Journal of Complexity für die Arbeit Curse of dimensionality for numerical integration on general domains[5]
- 2021: Förderungspreis der Österreichischen Mathematischen Gesellschaft

## Forschungsförderung und Stipendien
Geförderte Forschungsprojekte durch die Deutsche Forschungsgemeinschaft (DFG), den Fonds zur Förderung der wissenschaftlichen Forschung (FWF) oder die Europäische Union sind:
- 2023–2025: Grenzwertsätze für das Volumen zufälliger Projektionen von lp-Bällen (PR 2260/1-1)
- 2019–2023: Asymptotische Geometrische Analysis und Anwendungen (P 32405)
- 2014–2016 (Lise Meitner Fellowship): Lokale Theorie von Banachräumen und Konvexgeometrie (M 1628)
- 2010 (Marie Curie Fellowship): Conformal Structures and Dynamics (CODY 35651)

## Schriften (Auswahl)
- Samuel G. G. Johnston, Joscha Prochno: The macroscopic shape of Gelfand-Tsetlin patterns and free probability, https://arxiv.org/pdf/2410.10754 (2024)
- Christoph Aistleitner, Lorenz Frühwirth, Joscha Prochno: Diophantine conditions in the law of the iterated logarithm for lacunary systems, Probab. Theory Related Fields, https://doi.org/10.1007/s00440-024-01272-6(2024)
- Samuel G. G. Johnston, Joscha Prochno: Faà di Bruno's formula and inversion of power series, Adv. Math. 395(2), 1-48 (2022)
- Piotr Dyszewski, Nina Gantert, Samuel G. G. Johnston, Joscha Prochno, Dominik Schmid: Sharp concentration for the largest and smallest fragment in a k-regular self-similar fragmentation, Ann. Probab. 50(3), 1173-1203 (2022)
- David Alonso-Gutiérrez, Joscha Prochno: Thin-shell concentration for random vectors in Orlicz balls via moderate deviations and Gibbs measures, J. Funct. Anal. 282(1), 1-35 (2022)
- Aicke Hinrichs, David Krieg, Erich Novak, Joscha Prochno, Mario Ullrich: Random sections of ellipsoids and the power of random information, Trans. Am. Math. Soc. 374(12), 8691-8713 (2021)
- Aicke Hinrichs, Joscha Prochno, Jan Vybíral: Gelfand numbers of embeddings of Schatten classes, Math. Ann. 380(3–4), 1563–1593 (2021)
- Zakhar Kabluchko, Joscha Prochno: The maximum entropy principle and volumetric properties of Orlicz balls, J. Math. Anal. Appl. 495(1), 1–19 (2021)
- David Alonso-Gutiérrez, Joscha Prochno, Christoph Thäle: Large deviations, moderate deviations, and the KLS conjecture, J. Funct. Anal. 280(1), 1–33 (2021)
- Zakhar Kabluchko, Joscha Prochno, Christoph Thäle: Sanov-type large deviations in Schatten classes, Ann. Inst. H. Poincaré Probab.Statist. 56(2), 928–953 (2020)
- Aicke Hinrichs, Joscha Prochno, Mario Ullrich: Curse of dimensionality for numerical integration on general domains, J. Complexity 50, 25–42 (2019)
- Ohad Giladi, Joscha Prochno, Carsten Schütt, Nicole Tomczak-Jaegermann, Elisabeth Werner: On the geometry of projective tensor products, J. Funct. Anal. 273(2), 471–495 (2017)
- Aicke Hinrichs, Joscha Prochno, Jan Vybíral: Entropy numbers of embeddings of Schatten classes, J. Funct. Anal. 273(10), 3241–3261 (2017)